# عبد الرحمن رشاد
الإذاعي عبد الرحمن رشاد عايد  أو عبد الرحمن رشاد رئيس الإذاعة المصرية سابقا ورئيس شبكة البرنامج العام وصوت العرب الأسبق، وعضو الهيئة الوطنية للاعلام حاليًا، وصاحب مجموعة من الأعمال القصصية والاعمال البرامجية الاذاعية وحاصل علي عدة جوائز ذهبية من مهرجان الإذاعة التليفزيون ومهرجان الاعلام العربي.

## نبذة عنه
عبد الرحمن رشاد عايد مصري حاصل على بكالوريوس اقتصاد وعلوم سياسية / علوم سياسية عام 1976 جامعة القاهرة، عين في وزارة التعليم العالي عام 1976، ثم ندب للعمل بالإذاعة المصرية عام 1980 ثم نقل إليها في عام 1981 ومع التدرج الوظيفي والكفاءة المعهوده أصبح رئيس شبكة صوت العرب ثم رئيس الإذاعة المصرية ثم عضوا للهيئة الوطنية للإعلام حاليا.

## مولده
ولد بقرية عنيبس مركز جهينة 
- مواليد 21 يونيو 1954م محافظة سوهاج

## الدرجة العلمية
- بكالوريوس الاقتصاد، كلية الاقتصاد والعلوم السياسية عام 1976

## الدورات التدريبية
- حاصل علي الدورة الفنية للإعلام الإذاعي.
- حاصل علي الدورة التخصصية في اللغة العربية والإلقاء عام 1988م.
- حاصل علي الدورة التخصصية في إدارة الأزمات ومواجهة التحديات والمشكلات عام 1997م.
- حاصل علي الدورة التخصصية في التخطيط الإعلامي عام 1997م.
- حاصل علي الدورة التخصصية في البروتوكول وتطبيقاتة عام 1997م.
- حاصل علي دورة المعهد الإقليمي للصحافة والإعلام.
- الدورة البرامجية العامة عام 1982 بتقدير عام جيد جدا (الترتيب الأول).
- دورة المستوي الرفيع في اللغة العربية بتقدير عام جيد جدا عام 1988م.
- دورة برامج البث المباشر والبرامج الجماهيرية في سوريا عام 2003م.

## التعيين في الإذاعة المصرية
عين في وزارة التعليم العالى في 17 أكتوبر 1976م ثم ندب للعمل بالإذاعة المصرية عام 1980م، ثم نقل الي الإذاعة في 18 مارس 1981م، وكانت أول فترة مفتوحة قام بتقديمها كانت عن ثورة يوليو، تدرج في العمل بالإذاعة المصرية كالتالي:
- مذيع ثالث بالإدارة العامة للتدريب الإذاعي عام 1980م.
- مذيع ثالث بالبرنامج العام عام 1981م.
- مذيع ثان بالبرنامج العام عام 1985م.
- مذيع أول بالبرنامج العام عام 1993م.
- كبير مذيعين بدرجة مدير عام في 1 سبتمبر 2000م.
- الإشراف على إدارة التنفيذ بشبكة البرنامج العام بجانب عمله عام 2001م.
- رئيسا لشبكة البرنامج العام 2004م.
- نائب رئيس الإذاعة للتطوير في 26 يونية 2009.
- رئيسا لشبكة صوت العرب بالإضافة إلى مهامه في 1 سبتمبر 2010م حتي يوليو 2013م.
- رئيسا للإذاعة المصرية في 21 يوليو 2013م وحتي ديسمبر 2014م.
- عضو الهيئة الوطنية للإعلام عام 2017م

## المناصب التي تقلدها
1. رئيس شبكة البرنامج العام 15 يونيو 2004
2. نائب عضو مجلس الأمناء المنتدب للتطوير عام 2009 .
3. رئيس شبكة صوت العرب 1 سبتمبر 2010
4. تولى منصب رئيس الإذاعة المصرية في 21 يوليو 2013 [1]
5. رئيس اللجنة الدائمة في اتحاد إذاعات الدول العربية منذ 2004 حتي الآن.

## الإنجازات الإذاعية
1. عضو لجنة اختبار المذيعين الجدد بالإذاعة المصرية.
2. مسئول اختيار المذيعين والإشراف على تنفيذ الإذاعات الخارجية الخاصة بالسيد رئيس الجمهورية في 14/7/2001 .
3. الإشراف على تنفيذ الفترة المفتوحة «عازم ولا معزوم» على الهواء بالبرنامج العام بالإذاعة المصرية في 28/10/2001 .
4. الإذاعة والربط على الهواء.
5. تنفيذ نوبات العمل على الهواء باستوديو الهواء.
6. إدارة استوديو الهواء بالبرنامج العام.
7. قراءة الأخبار والتحليلات والتعليقات السياسية.
8. تنفيذ الإذاعات الخارجية سواء الإذاعات الدينية أو الإذاعات السياسية أو إذاعات المنوعات الفنية.
9. تم انتخابه رئيسا للجنة الدائمة لاتحاد الإذاعات العربية لدورة رابعة بدءاً من أكتوبر 2012.
10. تم انتخابه رئيسا للجنة الدائمة لاتحاد الإذاعات العربية لدورة خامسة بدءاً من أكتوبر 2014.

## الإنجازات الإدارية
1. الإشراف على تنفيذ نوبات عمل الهواء في استوديو البرنامج العام.
2. الإشراف على تدريب المذيعين لفن إدارة الاستوديو وتنفيذ البرنامج اليومي والربط على الهواء وتقديم الفترات المفتوحة وقراءة الأخبار والتحليلات والتعليقات.
3. وضع جدول نوبات عمل المذيعين ووضع جدول تنفيذ صلاة الجمعة والفجر والاحتفالات الدينية والحفلات الغنائية والتنسيق بهذا الشأن مع مختلف الشبكات الإذاعية.
4. اختيار والإشراف على مجموعة المذيعين المكلفين بالإذاعات الخارجية السياسية والخاصة بالسيد رئيس الجمهورية وهذه المجموعة تنتمي إلى مختلف الشبكات الإذاعية وكذلك التنسيق مع قطاع الأخبار فيما يتعلق بهذه الإذاعات.
5. عضو لجنة اختبار المذيعين الجدد من 2002 حتى الآن.
6. الإشراف على السكرتارية الخاصة بإدارة التنفيذ وذلك بعمل تبويب الجداول نوبات العمل أو الربط أو المتابعة.
7. قام بـــــزيارة (المملكة العربية السعودية ـ موريتانيا ـ سوريا ـ ليبيا ـ الأردن) واشترك في مناقشة التبادلات الإذاعية والصعوبات التي تواجهها.
8. رئيس لجنة تقييم التبادلات الإذاعية.

## أهم البرامج الإذاعية التي قدمها
1. بلا حدود.
2. عالم الاقتصاد.
3. دقات المسرح.
4. قصائد وألحان
5. اقرأ.
6. دعوة علي الهواء.
7. سافر مع السلامة.
8. محكمة النقد.
9. علي شط بحر السياسة.
10. قراءة في مبادرة الرئيس.
11. قضايا الساعة.
12. حوارات التاء المربوطة.
13. دقيقة صحية.
14. علي جناح الصباح.
15. هنا القاهرة.
16. سهرة مع أم كلثوم.
17. الجريدة الثقافية الناطقة
18. عالم الاقتصاد
19. دقات المسرح
20. قصائد وألحان
21. أوافق.. أختلف.. أعدل
22. اقرأ
23. أدب وطرب
24. الغناء والمغنون في أدب نجيب محفوظ
25. قراءة في أوراق العشرين
26. معكم على الهواء
27. صباح الخير
28. من الصحافة إلى الميكرفون
29. ضحك ولعب وجد وحب (فترة مفتوحة)
30. العيد مواعيد (فترة مفتوحة)
31. سكة سفر (فترة مفتوحة)
32. الخميس موعدنا (فترة مفتوحة)
33. من الألف إلى الياء (فترة مفتوحة)
34. دعوة على الهواء
35. قمة الأحداث 2003 (أثناء الحرب على العراق)
36. سافر مع السلامة
37. الإذاعات التفاعلية الخارجية من موقع الحدث بمصاحبة السيد رئيس الجمهورية
38. محكمة النقد
39. على شط بحر السياسة
40. قراءة في مبادرة الرئيس (2006)
41. علامة استفهام (2006)
42. اللغة الشاعرة على هواء القاهرة
43. قضايا الساعة
44. الإذاعات التفاعلية
45. دقيقة صحية
46. حوارات التاء المربوطة التي فازت بالجائزة الذهبية في الحوار في مهرجان الإعلام العربي بالقاهرة (2007)
47. ملف الأحداث أثناء الغزو الإسرائيلي لغزة (2009)
48. قضايا الساعة مع رئيس وزراء مصر
49. على جناح الصباح
50. عصر من التنوير
51. شبكة صوت العرب: أقلام وألوان ـ أنا في انتظارك ـ الحياه والحب والأمل ـ يوميات الوطن العربى بعد الثورة.
52. شبكة البرنامج العام: برنامج قراءه تحليليه في برامج مرشحي الرئاسة (2014)، برنامج حوارات المستقبل أسبوعي (2014)، برنامج تحيا مصر يومياً (2014)

## الأعمال القصصية المنشورة
أعتمد كاتباً درامياً في الإذاعة المصرية عام 1988 وله العديد من الأعمال المنشورة مثل:
- آشعة الشمس السوداء.
- البلديات.
- ليلة سرقة الصندوق الخشبي.

## الجوائز
1. الجائزة الذهبية من مهرجان الإذاعة والتليفزيون لعام 2004 عن مشوار بندق.
2. الجائزة الذهبية من مهرجان الإعلام العربي لبرنامج «حوارات التاء المربوطة 2007».
3. الجائزة الذهبية عن الحلقات المسلسلة «شرق النخيل» من مهرجان الإعلام العربي 2008 .
4. أعماله الدرامية: بصمة شعبان – عبد المعين في دور المديرين – لا تقولي خسرت - أيام عمري.